# 1995 SX2
1995 SX2 är en asteroid i huvudbältet som upptäcktes den 20 september 1995 av de båda japanska astronomerna Seiji Ueda och Hiroshi Kaneda i Kushiro.
Asteroiden har en diameter på ungefär 8 kilometer och den tillhör asteroidgruppen Nysa.